# Lista das revistas com maior circulação no mundo

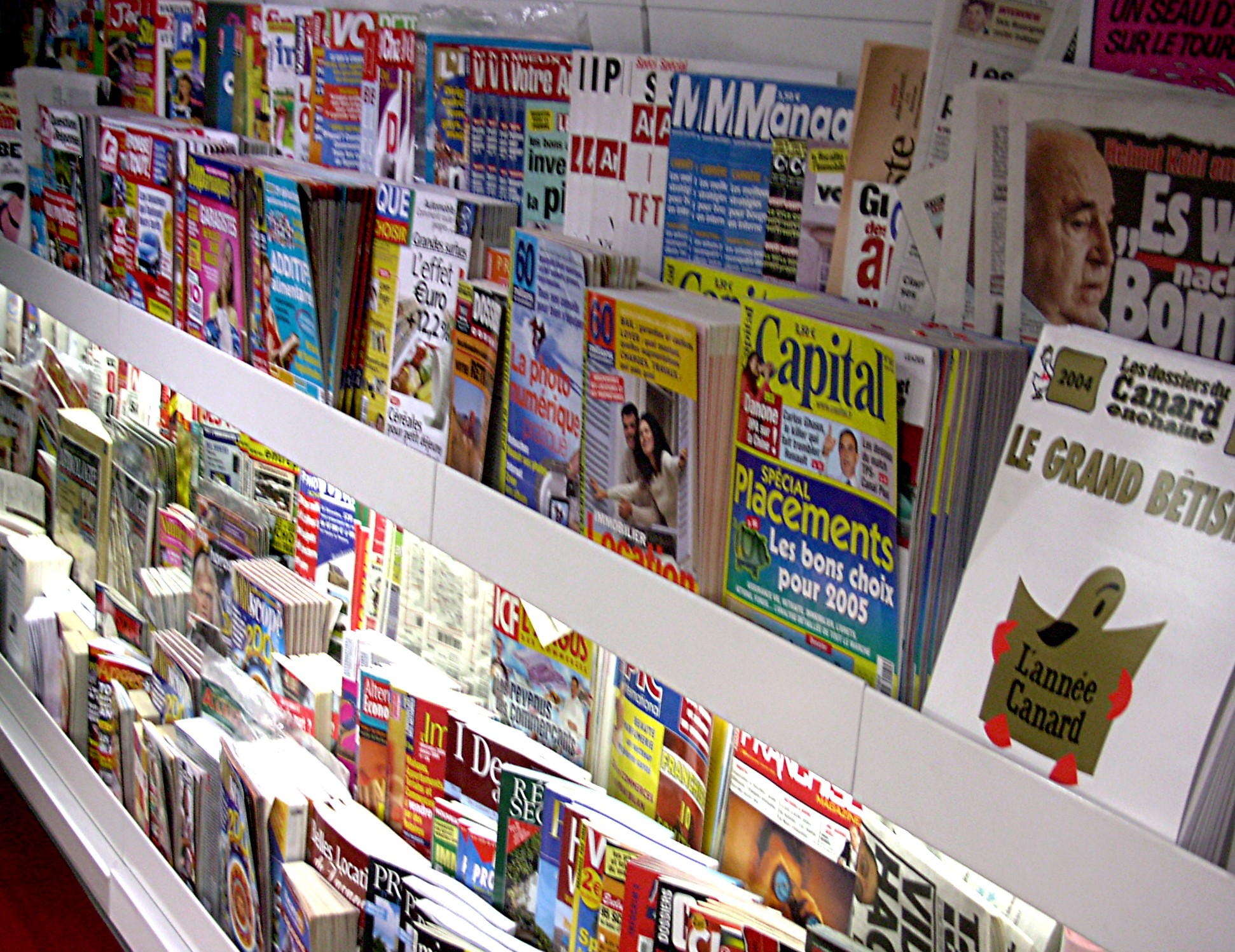
Revistas

Esta é uma lista das cinco revistas com maior circulação no mundo. A circulação de uma revista consiste no número de cópias ou exemplares publicados, em média, por cada número.
Atualmente, a revista mais distribuída no mundo é A Sentinela Anunciando o Reino de Jeová, conhecida simplesmente como A Sentinela, publicada ininterruptamente desde 1879 pela Watchtower Bible and Tract Society, a editora das Testemunhas Cristãs de Jeová. Essa revista é seguida, em segundo lugar, pela Despertai!, também publicada, desde 1919, pela mesma organização.
Lista das revistas com maior circulação no mundo
| N.º | Nome da revista  | Circulação  | Idiomas | Fundação | Editora                                             |
| --- | ---------------- | ----------- | ------- | -------- | --------------------------------------------------- |
| 1   | A Sentinela      | 93.281.789  | 357     | 1879     | Watch Tower Bible and Tract Society of Pennsylvania |
| 2   | Despertai!       | 78.282.000  | 212     | 1919     | Watch Tower Bible and Tract Society of Pennsylvania |
| 3   | AARP The Magazin | +23.000.000 | 1       | 1958     | American Association of Retired Persons (AARP)      |
| 4   | AARP Bulletin    | 23.574.328  | 1       | 1960     | American Association of Retired Persons             |
| 5   | Reader's Digest  | 17.000.000  | 21      | 1922     | Reader's Digest Association                         |